# ルース・ギップス
ルース・ギップス（Ruth Gipps, 1921年2月20日 - 1999年2月23日）は、イギリスの女性作曲家、ピアニスト、オーボエ奏者。

## 生涯・音楽
ギップスは幼少時は神童と呼ばれており、演奏コンテストにおいて参加者中最年少ながら優勝を果たしている。8歳のとき、参加していた数多くの音楽祭の一つにおいて初めて自作の曲を演奏し、その後この曲は出版社によって1ギニー半で購入されている。そして、ヘイスティングス市立オーケストラの協奏曲コンテストで優勝したことにより、彼女の演奏家としてのキャリアが本格的に始まってゆく。
1936年、ギップスは王立音楽大学に入学し、音楽理論・作曲・ピアノおよびオーボエを学び、また自身の作曲した作品が数曲ここで初演された。その後ダラム大学へ移って勉強を続けた。この両校において彼女はゴードン・ジェイコブやレイフ・ヴォーン・ウィリアムズに師事し、また後に夫となるクラリネット奏者ロバート・ベーカーと出会う。
ギップスは熟練した万能型の音楽家で、オーボエとピアノ双方のソリストであると同時に多作な作曲家でもあった。しかし33歳の時に手のけがのため演奏家としての活動ができなくなり、以降指揮と作曲に専念することを決める。
ギップスのキャリアの転換点となったのは、1946年に初演された「交響曲第2番」作品30で、この作品には彼女の円熟した構成の始まりが見て取れる。ギップスの音楽は楽器の音色の巧みな利用法が特徴であり、セリエル音楽や十二音技法などの前衛的な現代音楽技法を用いないという点で、しばしばヴォーン・ウィリアムズの影響が見られる。彼女は、オーケストラ楽曲、特に5曲の交響曲を、自身の最大の功績であると見なした。
ギップスのキャリアの初期は、男性が支配的であった音楽（特に作曲）の要人たち、教師や審判員さらには音楽批評の分野の、女性に対する差別意識に大きく影響を受けた。例えば、彼女の長きにわたる友人であったジョージ・ウェルドンがバーミンガム市交響楽団の指揮者を引退した際、「女性の指揮者は見苦しい」という考えのために、ギップスは後任の指揮者として考慮すらされなかった。こういったことのために彼女は皆が反感を覚えるほどの頑強な個性と、自らの作品を通じて自分を認めさせようという荒々しいまでの決意を持ったのである。
ギップスは、1955年に若いプロの音楽家たちがさまざまな種類の音楽に触れるための団体であるロンドン・レパートリー・オーケストラを設立した。次いで1961年には、存命中の作曲家が自らの作品を上演（しばしば初演）することを活動に含むプロのアンサンブル楽団、チャンティクリーア（雄鶏）・オーケストラを設立した。その後、彼女はロンドンのトリニティ音楽カレッジ（1959年 - 1966年）や王立音楽大学（1967年 - 1977年）、そしてキングストン工芸学校で教授職を務めた。
ギップスは1999年、癌と卒中による闘病生活の後に78歳で逝去した。